# Allochernes wideri phaleratus
Allochernes wideri phaleratus es una subespecie de arácnido  del orden Pseudoscorpionida de la familia Chernetidae.

## Distribución geográfica
Se encuentra en Europa.